# Pedro Dobao

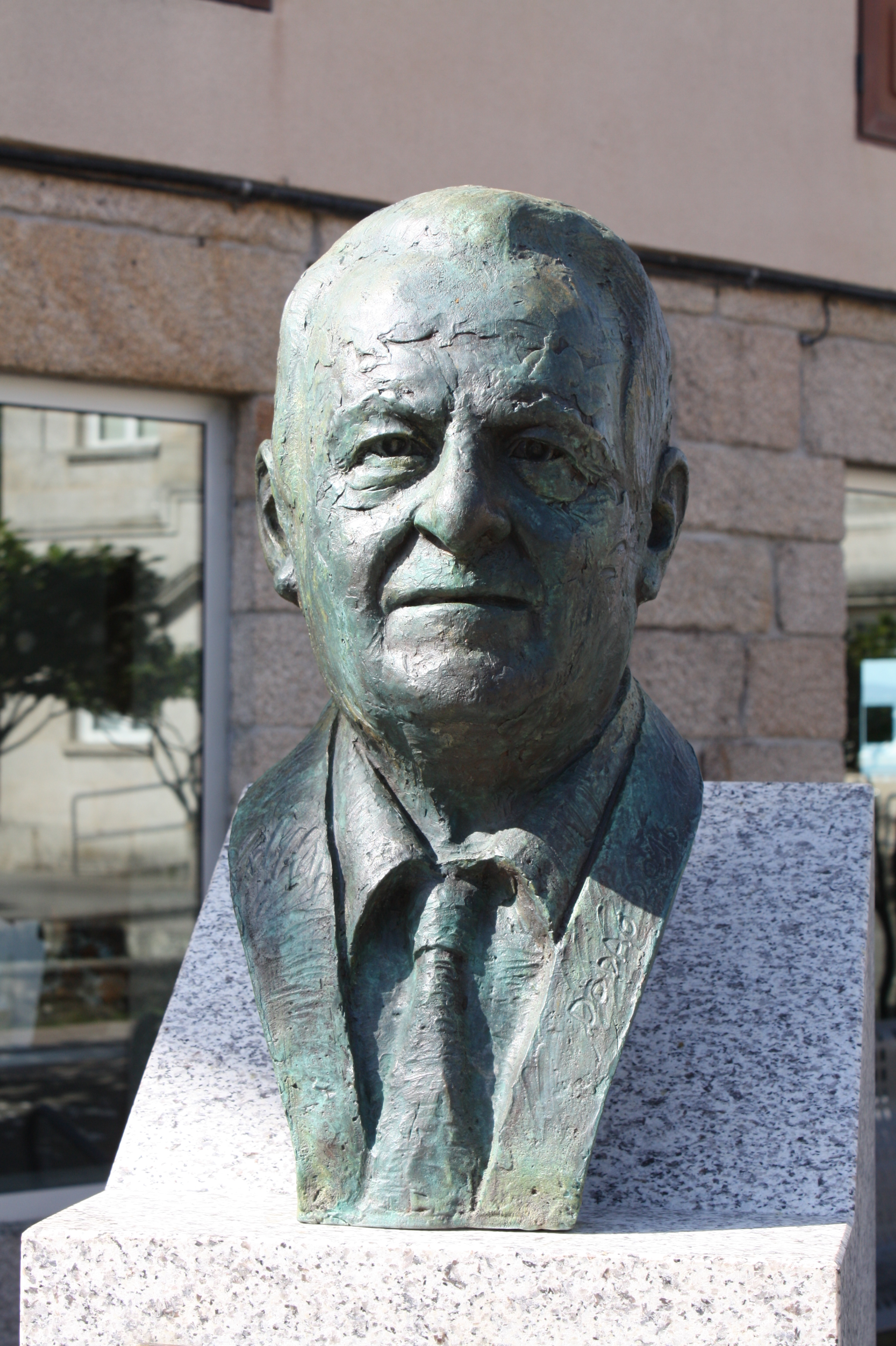
Escultura del alcalde Oswaldo Lino González. 2016. As Neves. (Pedro Dobao)

Pedro Dobao  (Arnado, 15 de agosto de 1945) es un escultor español.

## Biografía
Nació en 1945 cerca del castillo del conde de Torrepenela  en el seno de una modesta familia campesina. A los 16 años ingresa como tallista en madera en un taller artesano de El Barco de Valdeorras para después irse a estudiar en la Escuela de Artes y Oficios de Madrid, dependiente de Bellas Artes, donde aprende de la mano de profesores como Casado, Gallego, Capa, José Luis Alonso Coomonte, que le llevarán a su taller como ayudante y dónde descubrirán sus claras condiciones para la escultura. Es aquí donde conoce al también gallego Xoán Piñeiro, mucho mayor que él, que está ampliando su formación, y le invita a trabajar en el taller que tiene en Vallecas. 
Pedro Dobao amplía sus horizontes hacia otros conceptos escultóricos, nuevos materiales, diferentes modos de modelar, la talla en piedra y el paso del barro al bronce, que será la materia definitiva de la que más guste, en la fundición, hoy histórica para el arte español contemporáneo, de Capa. 
En 1970, a los veinticinco años de edad, se traslada en Barcelona y abre propio taller. Realiza relieves y trabajos diversos que le encargan arquitectos de la ciudad condal, ejercicios de considerable exigencia que intensifican su formación. 
En 1975 volverá a Galicia para residir finalmente en Vigo donde tiene su taller en Valladares.
Fue nombrado miembro rector de la junta de gobierno del Museo Quiñones de León de Vigo.
Sus obras se encuentran en numerables municipios y también en colecciones y museos de arte contemporáneo.

## Obras
- Reconstrucción Torreta edificio El Moderno. Porta do Sol. 1978. Vigo.
- Monumento ó Emigrante 1991. Vilamartín de Valdeorras.
- A Liñeira 1992. Concello das Neves.
- Arquitectura 1993. Municipio de Guarda.
- Entre lusco e Fusco 1994. Instituto Galego da Vivenda e Solo. Santiago de Compostela.
- Tenaces do Vento 1994. Triloxía do Vento.  Concello de Carnota.
- Muller Pensante 1994. Instituto Galego da Vivenda e Solo. Santiago de Compostela.
- Muller Desconsolada 1995. Colección Particular.
- Peneireira, Muller Traballadora 1996. A Bouza. Concello de Vigo.
- Abstracción do Mundo 1997 Colección Particular.
- A Familia 1998. Concello das Neves.
- Clones 2002 Pedro Dobao
- Custodia do Espacio 2002 Colección Particular
- Eixo 2002. Parque Empresarial de Celanova. Concello de Celanova.
- Traballo e esforzo 2002. Parque Tecnolóxico de Ribadavia. Concello de Ribadavia.
- Monumento á Vaca 2003.  Concello de Melide.
- Ulular do Vento 2004.  Triloxía do vento. Concello de Poio.
- Lavandeiras Autores: Pedro Dobao, Xavier Dobao. 2005. Concello de Marín.
- Proa Homenaxe ós Náufragos 2009. Porto de Vigo. Teis. Vigo
- Forza do Vento 2011. Triloxía do vento Navia. Vigo.
- Busto Homenaje. Oswaldo. 2016. Concello das Neves.
- Escultura Homenaje a Domingo Villar. Parque de la Alameda. 2025. Concello de Vigo.[3]